# Каганович (лек крайцер, 1944)
Каганович (от 3 август 1957 г. – „Петропавловск“) е лек крайцер, от проекта 26-бис. Наречен в чест на Лазар Моисеевич Каганович.

## Строителство
Заложен е на 28 август 1938 г. в завод номер 199 в Комсомолск на Амур. Спуснат на вода на 7 май 1944 г. За дострояването е отбуксиран във Владивосток. Влиза в състава на Тихоокеанския флот на 8 февруари 1947 г.

## История на службата
В навечерието на войната с Япония крайцерът се стори. Планове за използването на крайцера във войната няма.
От януари 1947 г. до април 1953 г. КР „Каганович“ е в състава на 5-ти ВМФ, а след това в състава на Тихоокеанския флот.
През май 1956 г. влиза в състава на 14-та дивизия крайцери, а през януари 1957 г. в състава на 15-та дивизия крайцери от ескадрата на Тихоокеанския флот.
На 3 август 1957 г. крайцерът е преименуван на „Петропавловск“.
На 19 септември 1958 г. в Охотско море, КР „Петропавловск“ попада под удара на тайфун. Силата на вятъра е около 12 бала. Крайцерът получава значителни повреди. В корпуса на кораба има теч. Независимо от повредите КР „Петропавловск“ се добира до базата.
На 6 февруари 1960 г. КР „Петропавловск“ е изключен от състава на флота. След това е преустроен на плаваща казарма.
През 1964 г. е предаден за скрап.

## Командири на кораба
- Крухмальов, Григорий Викторович (1944 – 1949 г. ).
- Ховрин, Николай Иванович (ноември 1955 г. – ноември 1957 г.)
- капитан 1-ви ранг Соловьов, Николай Василиевич (ноември 1957 – септември 1959)